# 约翰·威廉·鲍威尔
约翰·威廉·鲍威尔（英語：John William Powell，1919年7月3日—2008年12月15日）是美国记者和小企业家，曾编辑出版《密勒氏评论报》（China Weekly Review）。这是一份英文期刊，由他的父亲约翰·B·鲍威尔（John B. Powell）在上海创刊。因在朝鲜战争期间出版有关美军使用生物武器的指控，鲍威尔及其妻子等在1959年被美国政府以煽动叛乱罪名起诉，后无罪释放。 1980年代率先揭开美国掩盖日本731部队战争罪行的史实，被视为新闻勇气的象征。
鲍威尔在1980年10月/12月的《亚洲学者通讯》上发表了一篇题为《日本的细菌战：美国对战争罪行的掩盖》的文章。他通过《信息自由法》获得的文件，为他的报道提供了更多证据。第二篇文章《日本的生物武器，1930-1945年：被隐藏的一段历史篇章》发表在1981年10月的《原子科学家公报》上。这两篇文章对于731部队内幕自1980年代以来逐渐被揭开而为世人所知起到了重要的作用。